# Harro Schacht
Harro Schacht (Cuxhaven, 15 december 1907 – Zuid-Atlantische Oceaan, 13 januari 1943) was een Fregattenkapitän in de Kriegsmarine tijdens de Tweede Wereldoorlog. Door zijn toedoen verklaarde de Braziliaanse Regering in augustus 1942, de oorlog aan Nazi-Duitsland.

## Persoonlijke informatie
Harro Schacht begon met zijn marine carrière, zoals Karl-Friedrich Merten, Hans-Gerrit von Stockhausen, en Wilhelm Rollmann, in april 1926 bij de Reichsmarine. Hij diende enkele jaren op de lichte kruisers Emden en Nürnberg en in 1937 nam hij een Stafpositie in bij het OKM. In juni 1941 kwam hij bij de U-Bootstrijdmacht en na de gebruikelijke opleiding maakte hij een korte patrouille mee op de "Rode Duivel Boot", de U 552, onder bevel van Erich Topp als bevelhebber-in-opleiding. In oktober 1941 kreeg hij de Type IXC U-boot, de U 507 onder zijn bevel voor verdere patrouilleopdrachten.
Tijdens zijn derde patrouille in de Zuid-Atlantische Oceaan in augustus 1942, bracht Harro Schacht zes Braziliaanse schepen tot zinken, buiten de Braziliaanse territoriale wateren. De Braziliaanse overheid gebruikte deze flagrante aanslag op hun schepen als reden om de oorlog aan Nazi-Duitsland te verklaren. Een maand later nam de U 507 aan de reddingsoperaties deel tijdens het Laconia-incident.
Harro Schacht werd gedood toen de U 507 met alle hens nog aan boord, op 13 januari 1943 in de Zuid-Atlantische Oceaan door bommen van een Amerikaanse Catalina-watervliegtuig tot zinken werd gebracht. Op de U 507 was ook de onfortuinlijke kapitein McCallum van het vrachtschip Baron Dechmont aan boord. Die was 10 dagen eerder, na de torpedering van zijn vrachtschip, als gevangene aan boord van de U 507 genomen.

## Successen
- 19 schepen tot zinken gebracht voor een totaal van 77.143 brt
- 1 schip beschadigd met een totaal van 6.561 brt

## Militaire loopbaan
- Seekadett: 12 oktober 1926[2]
- Fähnrich zur See: 1 april 1928[2][3]
- Oberfähnrich zur See: 1 juni 1930[2][3]
- Leutnant zur See: 1 oktober 1930[2][3]
- Oberleutnant Zur See: 1 augustus 1932[2][3]
- Kapitänleutnant: 1 april 1936[2][3]
- Korvettenkapitän: 1 oktober 1940[2][3]
- Fregattenkapitän: 1 januari 1944 (Postuum)[3] - 21 maart 1943 (met ingang van 1 januari 1943)[2]

## Decoraties
- Ridderkruis van het IJzeren Kruis op 9 januari 1943 als Korvettenkapitän en Commandant van de U 507 / 2.Unterseebootsflottille "Saltzwedel"[2][3][4]
- IJzeren Kruis 1939, 1e Klasse (6 juni 1942)[2][3][5] en 2e Klasse (19 april 1940)[2][3][6]
- Spanjekruis in zilver met Zwaarden op 29 maart 1940[2][3][6]
- Onderzeebootoorlogsinsigne 1939 op 6 juni 1942[2][3][5]
- Dienstonderscheiding van Leger en Marine voor (4 dienstjaren) op 1 april 1936[3][6]- 1 april 1938[2]
- Hij werd eenmaal genoemd in het Wehrmachtsbericht. Dat gebeurde op:
- 18 mei 1942[2][3][7]

## U-Boot commando
- U 507 - 8 okt. 1941 - 13 januari 1943 (+) 4 patrouilles (224 dagen)